# کوته‌فکری، یا محمد پیامبر

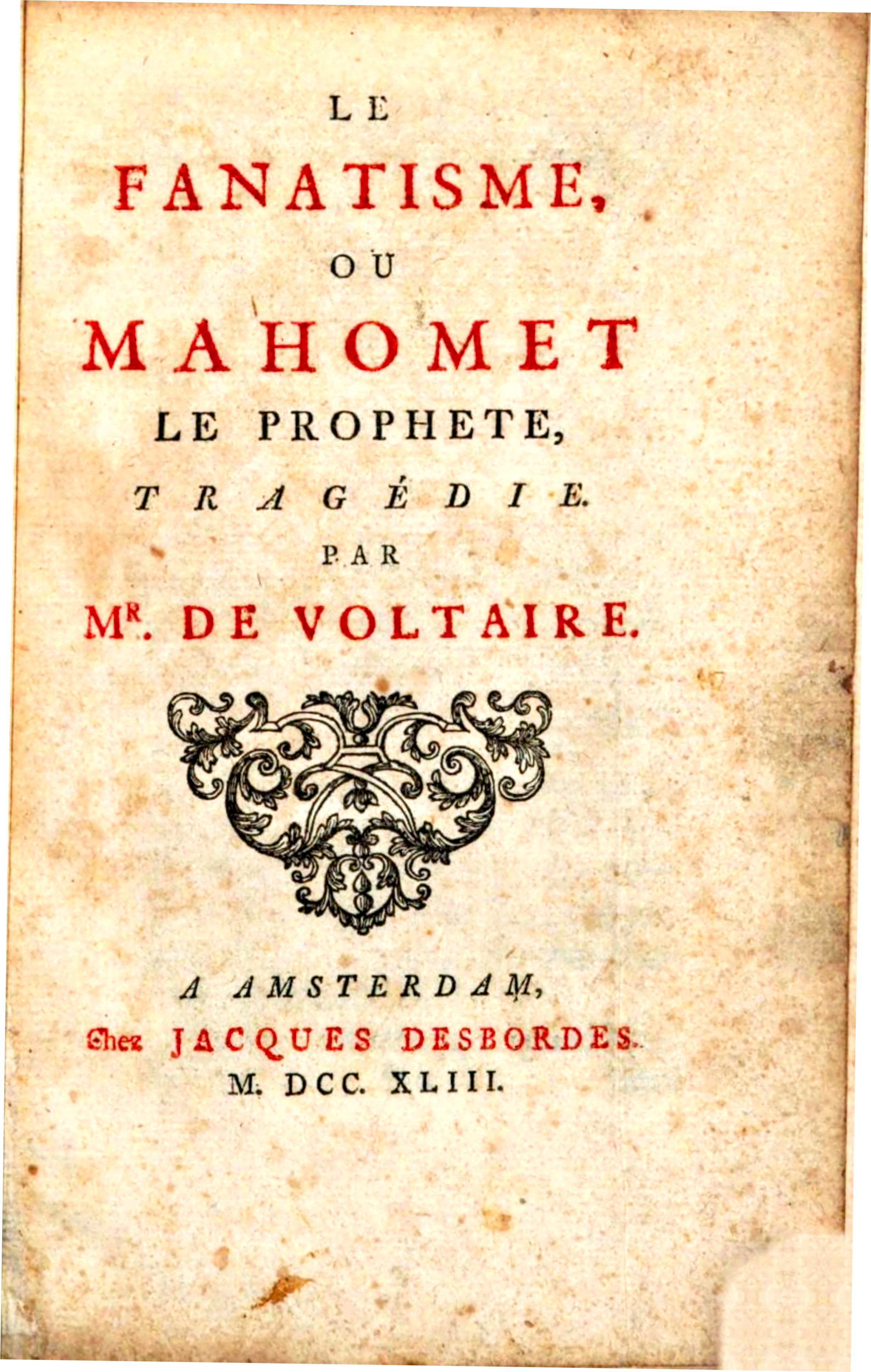
سرلوحه ای از نسخه 1753

کوته‌فکری، یا محمد پیامبر (فرانسوی: Le fanatisme, ou Mahomet le Prophète) یک نمایش‌نامه تراژدی نوشته فیلسوف سیاسی شهیر و فرانسوی، ولتر است. این نمایش‌نامه نخستین‌بار در بیست و پنجم آوریل ۱۷۴۱ در لیل بر روی صحنه رفت.
نمایش‌نامه کوته‌فکری بر اساس بیوگرافی محمد نوشته شده‌است و موضوع اصلی آن تعصب‌مذهبی و سواستفاده‌های محمد از قدرتش است و قتل منتقدان پیامبر به دستور شخصی او را تصویر می‌کشد. خود ولتر این نمایش‌نامه را «مخالفتی با بنیان‌گذار آیین توحش و دروغین» توصیف کرده‌است.

## ترجمه به فارسی
این نمایشنامه در سپتامبر 2021 با عنوان "تعصب گرایی یا محمد پیامبر" توسط آزاده سپهری ترجمه و منتشر شده است.